# Suan
Suan är en kommun i Colombia. Den ligger i departementet Atlántico, i den norra delen av landet, 600 km norr om huvudstaden Bogotá. Antalet invånare är 9 702. Arean är 55 kvadratkilometer.
Terrängen i Suan är mycket platt.